# جوانا كلينك
جوانا كلينك (بالإنجليزية: Joanna Klink)‏ هي كاتِبة وشاعرة أمريكية، ولدت في 15 يوليو 1969.